# 玄昉
玄昉（？—746年），奈良时代僧人，俗姓阿刀氏，大和（今奈良县）人。出家后从龙门寺义渊学唯识学说。717年（养老元年）奉敕入唐，从智周学法相宗。留学20年，受唐玄宗赐紫袈裟。735年（天平七年）归国，带回经纶5000余卷及佛像，以兴福寺为弘法中心。后受任僧正，入宫中内道场。与橘诸兄、吉备真备一起活跃于当时的政界。被尊为法相宗「第四传」。740年藤原广嗣在九州举兵，玄昉和吉备真备被指责。此叛乱迅速平息。745年被贬为筑紫观世音寺别当，不久卒于该地。
《東大寺要錄》載玄昉死狀曰：「十八年六月己亥，僧玄昉忽然登空數丈，落地死亡，更無血骨。僧正，俗姓阿刀氏。靈龜二年入唐，學問。唐天子尊昉準三品，令著紫袈裟。天平七年，隨大使多治比真人廣成還歸，齏經論五千餘卷及諸佛像來。亦施紫袈裟著之，尊為僧正。」

## 外部連結
- 『大日本史』藤原廣嗣傳錄廣嗣請除玄昉、真備表